# Hui (språk)
Hui är en av de många dialekter eller språk som tillhör den större språkgrupp som går under benämningen kinesiska. Dialekten talas av cirka 3,2 miljoner invånare i den historiska Huizhou-regionen i Anhui-provinsen. Språket anses vara livskraftigt och delas i fem huvuddialekter. Hui-dialektens ställning som egen dialektgrupp är omstridd och den räknas ibland som en variant av Gan- eller Wu-dialekterna.
Språket skrivs med kinesiska tecken, både traditionella och förenklade.